# Васса (буддистский пост)
Васса (пали: vassa-, санскрит: varṣa-, дождь) - трёхмесячное ежегодное уединение, соблюдаемое последователями Тхеравады и многими иными буддийскими общинами. Васса длится три лунных месяца во время сезона дождей, обычно с июля (Бирманский месяц Васо, ဝါဆို) по октябрь (Бирманский месяц Тадингьют သီတင်းကျွတ်).
В эти дождливые месяцы считалось небезопасным перемещаться, и Гаутама разрешил бхикку (бхикшу, отшельникам) оставаться на одном месте ради их блага, безопасности и сохранения жизни мелких существ, которые в сезон дождей в заполняют тропы, леса и поля. В прочие сезоны действовала установка не останавливаться в домах более 2 дней, чтоб не стать обременительным для хозяев. Впоследствии это разрешение, оставаться на 3 месяца на одном месте, стало традицией. 
Во время Вассы, бхикку остаются на одном месте, обычно в монастырях или храмах. Некоторые углубляются в более аскетические практики.  В странах традиционно буддийских, во время сезона дождей, многие местные жители на время принимают правила Патимоккхи и становятся бхикку (бхиккуни, маэчи, саманера, обобщённо, как у нас неточно говорят - монахами и монахинями). А до недавних времён даже законодательство некоторых стран обязывало мужчин "проходить вассу" хотя бы один раз. 
На английский Васса изредка переводится как Дождевой пост или Буддистский пост, по аналогии с Христианским постом (который появился позже Вассы на примерно 500 лет). По самому определению понятно, что такой перевод является свидетельством христианской парадигмы взгляда и языка переводчика. Среди практикующих принято говорить "сезон дождей".
Количество лет, которые бхикку провёл, соблюдая полные правила Патимоккхи, иногда поэтично выражается в количествах васс (или дождей) со времени последнего их принятия.